# Fania Records
Fania Records è un'etichetta discografica statunitense, promotrice della cosiddetta "Salsa revoluccion".
Fondata dal musicista domenicano Johnny Pacheco e dall'italoamericano Jerry Masucci, con l'intenzione di gestire e promuovere il grande sottobosco di solisti, compositori e orchestre che animavano la comunità caraibica di New York alla fine degli anni sessanta. Questa etichetta ha il merito di aver definito il suono, la cultura e il linguaggio del genere e di aver scoperto grandi voci e importanti musicisti.
Tra i musicisti prodotti dell'etichetta si annoverano Tito Puente, Ray Barretto, Celia Cruz, il percussionista Mongo Santamaría, il supergruppo conosciuto come Fania All Stars e Héctor Lavoe.